# قائمة مواقع العصر الحجري في السعودية

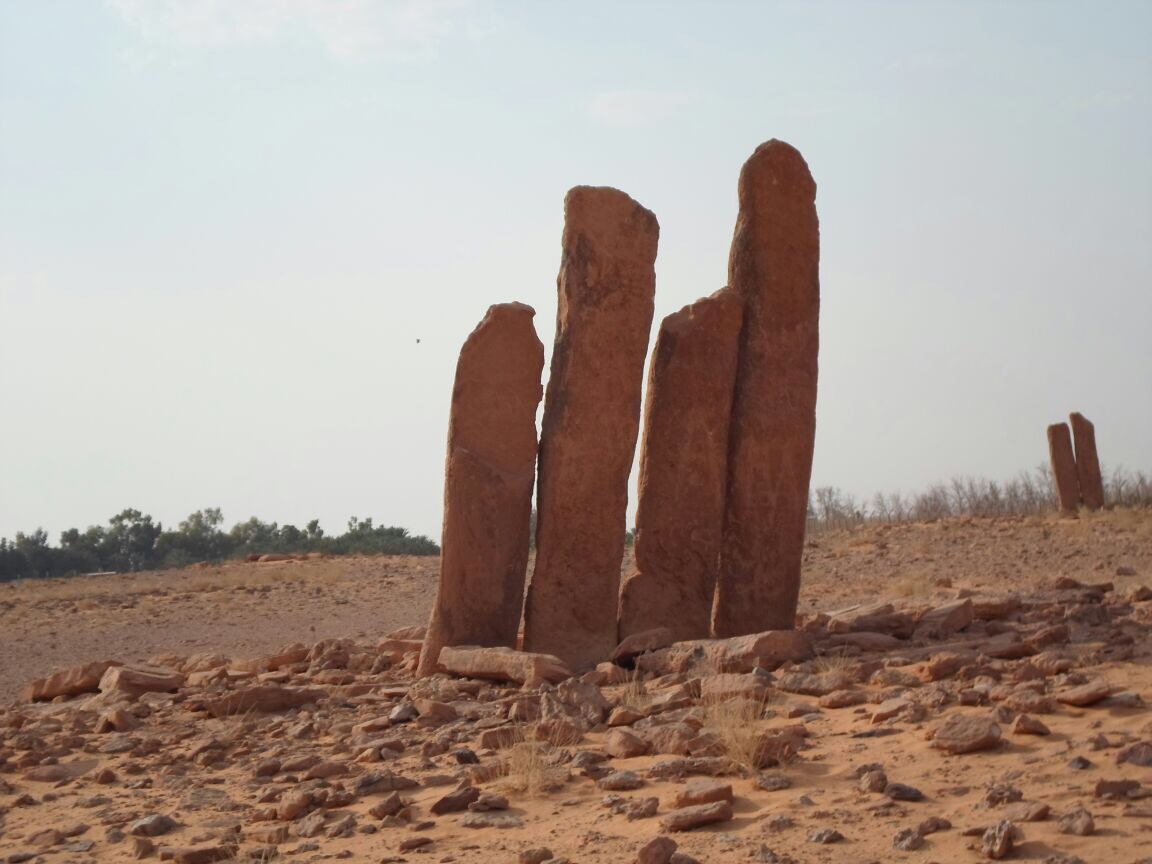
أعمدة الرجاجيل، موقع أثري يعود للعصور الحجرية أُكتشف في منطقة الجوف شمال المملكة العربية السعودية.

تزخر المملكة العربية السعودية بالعديد من المواقع الأثرية والتاريخية الدالة على قدم استيطان البشر فيها، أظهرت التنقيبات الأثرية بالمملكة عن مكتشفات تمتد من العصور الحجرية القديمة تمثلت بمذيلات حجرية، ومعثورات أثرية.
تنوعت المواقع ما بين شمال وجنوب وغرب وشرق المملكة وحتى وسطها، منها الصنيميات والشويحطية في منطقة الجوف و موقع الثمامة ووادي صفاقة في الدوادمي بمنطقة الرياض ووادي السهباء في المنطقة الشرقية، ووادي فاطمة أحد أهم الأودية الواقع غرب المملكة التابعة لمنطقة مكة المكرمة وبطول يصل لــ 210 كم، بينت المسوحات الأثرية فيه على مكتشفات أثرية تعود للعصر الآشولي.
تكشف آثار الإنسان الأول في منطقة عسير عن تمكنه من صناعة بعض الأدوات البسيطة معتمدًا على أدوات حجرية بدائية شكلها بنفسه لتلبية احتياجاته المحدودة، وقد صنعها من فروع الأشجار وعظام الحيوانات وقرونها وأنيابها، كما استخدم الأصداف البحرية، إلا أنه استخدمها كان بشكل أقل من اعتماده على الأدوات المصنوعة من الحجر.
عثر في صحراء النفوذ وفي جبة على أدلة أثرية تتركز في منحدرات الكثبان الرملية وفي قمم المرتفعات الصخرية مثل جبال: أم سلمان، عنيزة، شويحط، مويعز والتي تشير إلى نمط الاستيطان خلال العصر الحجري الحديث.
| منطقة الرياض          |                         |                        |                                        | |
| صورة                  | الإسم                   | الموقع                 | الحقبة                                 | نبذة |
|                       | صفاقة                   | محافظة الدوادمي        | العصر الحجري القديم أشولينية           | عثر بالموقع على أدوات حجرية ورقائق وفؤوس ومخلفات صناعية. |
|                       | الثمامة                 | شمال مدينة الرياض      | العصر الحجري الحديث                    | عُثر بالموقع على دلائل مادية للاستيطان البشري القديم المعتمد على الزراعة البدائية والصيد واستئناس الحيوانات. من أهم المكتشفات بالموقع: مساكن واقعة على ضفاف الأودية وتتكون من حفر دائرية على سطح التل وبداخلها أساسات حجرية، مباني قديمة تتكون من بناء شريطي ودائري وبيضاوي ومستطيل، مدافن صغيرة دائرية أو مربعة يتم الدفن فيها على هيئة القرفصاء، أدوات حجرية مثل رؤوس السهام ومكاشط وقواطع، انفرد الموقع بحراب لا مثيل لها بشبه الجزيرة العربية وهي مسلوبة البدن وتنتهي بنهاية مفلطحة حادة الجوانب |
|                       | وادي حنيفة              |                        | منتصف العصر الحجري القديم              | تم العثور بالموقع على منشآت حجرية و كميات كبيرة من الأدوات الحجرية بالإضافة إلى مدافن برجية و سواطير ضخمة و فؤوس و مشارك و أزاميل و فؤوس حجرية صغيرة وأدوات حفر و رماح |
|                       | سدوس                    | الرياض                 | العصر الحجري القديم                    | |
|                       | مطار الملك خالد         | الرياض                 | العصر الحجري القديم والموستيري والحديث | عثر فريق وكالة الآثار والمتاحف خلال عملية مسح للمنطقة عام 1400هـ على آثار قديمة تعود للعصر الحجري القديم، شملت منشآت سكنية، أفران، مواقد حجرية، مدافن، قواطع يدوية، سواطير، مكاشط، مثاقب، سكاكين، شفرات يعود أقدمها إلى 200 ألف سنة. |
|                       | مباني دائرية في البديعة | الرياض                 | 5000 سنة                               | يتكون الموقع من مباني دائرية بنيت جميعها من الحجارة ذات الصفائح قليلة السمك، ومباني مستطيلة تعود إلى أكثر من 5000 سنة. |
|                       | اللسين                  | جنوب غرب الرياض        |                                        | يحوي الموقع عدة مواقع أثرية تعود للعصر الحجري ومن أهمها ما يسمى اللسين ما بين أم حزم والدحوة بالقرب من منخفض رملي يحتمل أنه كان بحيرة قديمة عاش الإنسان على ضفافها، عثر بالموقع على أدوات حجرية مثل المدقات وفؤوس ومكاشط ورؤوس رماح بالإضافة إلى بقايا متحجرات يحتمل أنها عظام لحيوانات استفاد منها الإنسان مع أدواته الحجرية. |
|                       | المباني الدائرية        | الرياض                 | 5000 سنة                               | تنتشر مباني دائرية بكثافة على قمم الجبال وسفوح الأودية في منطقة الرياض، بُنيت من الحجارة ويتراوح قطرها 2-35 متر وتصل سماكة حائطها إلى متر وبارتفاع يصل إلى طول قامة الإنسان، تنتشر على طول سلسلة جبال طويق وعلى ضفة وادي لبن ووادي نمار ووادي حنيفة وحي البديعة. |
|                       | المذيلات                |                        | 5000 سنة                               | تنتشر مذيلات حجرية يتراوح طولها ما بين 3 إلى 80 متر على قمم جبال منطقة الرياض، تنتهي برأس مثلث صغير ويصل عرض المذيل إلى متر، يتجه المذيل عادة من الشمال إلى الجنوب أو من الشرق إلى الغرب. تتواجد المذيلات عادة في جنوب حي الشفا وجبال طويق ووادي نمار ووادي لبن ووادي حنيفة، عثر بالقرب من بعض المذيلات على أدوات حجرية تعود لأكثر من 5000 عام. |
| منطقة نجران           |                         |                        |                                        | |
|                       | بئر حما                 | منطقة حمى الثقافية     | العصر الموستيري                        | موقع تراث عالمي يحوي نقوش و لُقط تعود لعصور مختلفة أقدمها العصر الموستيري |
|                       | المندفن                 | محافظة يدمة            | عصر البليسوسين                         | يحوي بحيرة تؤرخ في نهاية العصر البيليستويين إلى بداية عصر الهيلوسين. |
| منطقة مكة المكرمة     |                         |                        |                                        | |
|                       | العرفاء                 | شمال شرق الطائف        | العصر الحجري القديم الأوسط             | |
|                       | وادي فاطمة              | شمال منطقة مكة المكرمة | العصر الأشولي                          | عثر فيه على بعض الأدوات الحجرية |
|                       | أم حبلين                | شمال شرق جدة           | العصر الحجري القديم المتأخر            | |
|                       |                         |                        |                                        | |
| المنطقة الشرقية       |                         |                        |                                        | |
|                       | جزيرة تاروت             | القطيف                 | فترة العصر الحجري الحديث               | اكتشفت بالجزيرة آثار مهمة يرجع بعضها إلى فترة عصر السلالات الأولى لبلاد ما بين النهرين. |
|                       | عين قناص                | مدينة العيون           | فترة العصر الحجري الحديث               | |
|                       | الخرسانية               |                        | العصر الحجري الحديث                    | عثر فيها على آثار تعود لفترة العبيد. |
|                       | دوسرية الجبيل           | جنوب شرق مدينة الجبيل  | العصر الحجري الحديث                    | |
|                       | يبرين                   | بالقرب من حرض          |                                        | عثر بالواحة على أدوات حجرية بالإضافة إلى مقابر متعددة. |
| منطقة عسير            |                         |                        |                                        | |
|                       | محافظة تثليث            | عسير                   | العصر الحجري القديم                    | تحوي المنطقة عشرات المواقع الأثرية المختلفة منها ما يرجع للعصر الحجري القديم ومنها للعصر الحجري الحديث |
|                       | حرة برك                 | عسير                   | العصر الحجري الحديث                    | عثر فيها على عدة أدوات حجرية منها فأس من البازلت |
|                       | الصبيخة                 | محافظة طريب            | العصر الحجري القديم السفلي             | عثر في الجانب الشرقي من الوادي وعلى بعد 10 كيلو متر جنوب شرق الصبيخة على مجموعة من الأدوات التي تضم فؤوسًا حجرية مصنوعة من حجر الأنديسيت أو الداكسيت وهي مشابهة لتلك النماذج التي صنعت من الريوليت إلا أنها أصغر منها حجمًا. |
| منطقة الجوف           |                         |                        |                                        | |
|                       | أعمدة الرجاجيل          | سكاكا                  | العصر الحجري الحديث                    | |
|                       | وادي السرحان            | الجوف                  | العصر الحجري النحاسي                   | |
|                       | مركز الشويحطية          | شمال غرب سكاكا         | العصر الحجري القديم المبكر             | يعد أقدم مكان استوطنه الإنسان في شبه الجزيرة العربية، يضم 16 مستوطنة يصل عمرها إلى مليون وثلاثمائة ألف سنة قبل الميلاد |
| منطقة تبوك            |                         |                        |                                        | |
|                       | كلوة                    | تبوك                   | العصر الحجري القديم الأوسط             | يحوي الموقع على رسوم صخرية و أدوات حجرية تعود لفترة العصر الحجري القديم الأوسط. |
|                       | قصر الرضم               | تبوك                   | العصر الحديدي                          | يعود تاريخ القصر إلى منتصف الألف الأول قبل الميلاد، وبالتحديد إلى العصر الحديدي. |
|                       | وادي شرماء              | تبوك                   | العصر الحجري الحديث                    | تم العثور في الموقع على منشآت و قطع حجرية. |
| منطقة المدينة المنورة |                         |                        |                                        | |
|                       | حرة خيبر                |                        | العصر الآشولي                          | عثر بالمنطقة على فؤوس و قواطع و معاول و أدوات الطرق الكبيرة والتي تؤرخ في الفترة ما بين 250 إلى 100 ألف سنة قبل عصرنا الحاضر. |
|                       | جبل العهين              | غرب المدينة المنورة    | ما قبل التاريخ                         | نقوش صخرية تعود لما قبل التاريخ |
|                       | الحناكية                | غرب المدينة المنورة    | العصر الحجري الحديث                    | آثار و نقوش صخرية بعمر 9 آلاف سنة. |
| منطقة حائل            |                         |                        |                                        | |
|                       | الشويمس                 | محافظة الحائط          | العصر الحجري الحديث                    | يحوي أقدم أثر قدم منقوشة في السعودية تعود إلى ما قبل 12 ألف إلى 10 آلاف سنة. |
|                       |                         |                        |                                        | |